# Maharṣi
Maharṣi (in sanscrito महर्षि), con grafia inglese Maharishi, significa grande ṛṣi.
Nei Veda la parola denota un cantore di inni sacri, un poeta o saggio ispirato, o qualsiasi persona che da sola o con altri invochi le deità con canti o mantra di carattere sacro. In particolare, si riferisce agli autori degli inni del Rig Veda, ossia Kutsā, Atri, Rēbha, Āgastya, Kuśika, Vasiṣṭha, Vyashva. In seguito le generazioni considerarono i rishi come saggi patriarcali o santi, che occupano la stessa posizione nella storia dell'India come gli eroi e i patriarchi; di fatto costituiscono una classe peculiare di esseri nell'antico sistema mitico, distinta dagli asura (demoni), dai deva (deità) e dai comuni mortali.